# Ключевий (Топкинський округ)
Ключеви́й (рос. Ключевой) — селище у складі Топкинського округу Кемеровської області, Росія.

## Населення
Населення — 130 осіб (2010; 180 у 2002).
Національний склад (станом на 2002 рік):
- росіяни — 95 %